# Marti Malloy
Martilou Malloy (Oak Harbor, 23 giugno 1986) è una judoka statunitense, vincitrice della medaglia di bronzo 57 kg ai Giochi olimpici del 2012 di Londra.

## Palmarès
- Giochi olimpici estivi

2012 - Londra: bronzo nei 57 kg.
- Campionati mondiali di judo

2013 - Rio de Janeiro: argento nella categoria fino a 57 kg.
- Giochi panamericani

2015 - Toronto: oro nella categoria fino a 57 kg.
- Campionati panamericani di judo

2010 - San Salvador: argento nella categoria fino a 57 kg.
2011 - Guadalajara: argento nella categoria fino a 57 kg.
2013 - San José: argento nella categoria fino a 57 kg.
2014 - Guayaquil: oro nella categoria fino a 57 kg.
2015 - Edmonton: oro nella categoria fino a 57 kg.